# يورغن ويندل
يورغن ويندل (بالسويدية: Jörgen Windahl) مواليد 12 مارس 1963 في السويد، هو لاعب كرة مضرب سويدي سابق وكان يلعب باليد اليمنى. أعلى تصنيف له في الفردي كان المركز الـ 108 في سنة 1987. أعلى تصنيف له في الزوجي كان المركز الـ 69 في سنة 1989.

## النهائيات

### الفردي: (2)
| الرقم | السنة | الدورة         | الأرضية | المنافس في النهائي | النتيجة       |
| ----- | ----- | -------------- | ------- | ------------------ | ------------- |
| 1.    | 1986  | بودابست، المجر | ترابية  | ياروسلاف نافراتيل  | 6–1, 7–5      |
| 2.    | 1988  | نيون، سويسرا   | ترابية  | فرانسيسكو كلفت     | 2–6, 6–2, 6–1 |

## روابط خارجية
- يورغن ويندل على موقع رابطة محترفي التنس (الإنجليزية)
- يورغن ويندل على موقع الاتحاد الدولي لكرة المضرب (الإنجليزية)
- يورغن ويندل على موقع خلاصة التنس.كوم (الإنجليزية)